# Moorsee
De Moorsee is een meer in Mecklenburgische Seenplatte, dat gelegen is in de Duitse deelstaat Mecklenburg-Voor-Pommeren. Het meer heeft een oppervlakte van 0,164 km² en ligt in de buurt van de gemeente Waren.